# Les ensenyances de la germana Mary
Les ensenyances de la germana Mary (Sister Mary Explains It All) és un telefilm americà dirigida per Marshall Brickman i escrit per Christopher Durang, difós per Showtime l'any 2001. El film és tret d'una peça de teatre de Durang titulada Sister Mary Ignatius Explains It All For You de 1979. Ha estat doblat al català

## Argument
La germana Mary (Diane Keaton) és una religiosa catòlica de caràcter autoritari que educa nens. El seu ensenyament és molt influït per les seves creences fanàtiques. Un dia, quatre dels seus antics alumnes, Gary (Brian Benben), Aloysius (Wallace Langham), Angela (Laura San Giacomo) i Philomena (Jennifer Tilly), decideixen tornar a l'escola per mostrar-li fins a quin punt les seves idees estrictes sobre la fe i sobre el pecat han afectat les seves vides de manera negativa.

## Repartiment
- Diane Keaton: Germana Mary Ignatius
- Brian Benben: Gary Sullivan
- Wallace Langham: Aloysius Benheim
- Laura San Giacomo: Angela DiMarco
- Jennifer Tilly: Philomena Rostovich
- Max Morrow: Thomas
- Martin Mull: El marit escèptic
- Victoria Tennant: L'amarga divorciada
- Joanne Boland: Cynthia Johnson
- Jon Davey	: Tony Cardonelli
- Joan Gregson: La dona sorda
- Linda Kash: La dona del marit escèptic
- B.J. Woodbury: El conductor de camió
- Jocelyne Zucco: Sra. Cardonelli

## Al voltant del telefilm
- Les ensenyances de la germana Mary es va rodar a Toronto, en associació amb Columbia TriStar Television[3]
- Quinze esbossos de guions han estar escrites amb Marshall Brickman i els productors per adaptar la peça de teatre.[4]
- Al principi, el títol del telefilm havia de ser Sister Mary, però Christopher Durang va trobar que era massa corrent i va preferit escollir el títol original de la seva peça de teatre.[5]
- Per al paper principal, Diane Keaton va ser la primera tria del director. Va fer una audició gens de bon grat però va acceptat el paper ja què pensava que no podia fer-lo.[6]
- La Lliga catòlica per als Drets Religiosos i Civils s'ha oposat a la representació del catolicisme al telefilm i ha publicat un anunci a Variety per protestar contra la seva difusió. William A. Donohue, el president de la Lliga catòlica, va cridar a un boicot de Viacom, la casa mare de Showtime.[7]

## Distinció
Max Morrow va ser nominada l'any 2002 al premi Young Artist Award per la « Millor actuació en un telefilm, mini-sèrie o especial - Segon paper masculí » per al seu paper de Thomas.